# 伏爾加西鯡
伏爾加西鯡為輻鰭魚綱鲱形目鲱科的其中一種，被IUCN列為瀕為保育類動物，分布於俄羅斯淡水流域，體長可達35公分，棲息在大型河川下游、三角洲，屬肉食性，以浮游生物、小魚為食。

## 擴展閱讀
維基物種上的相關：伏爾加西鯡